# Willy Toledo
Guillermo Toledo Monsalve (Madrid, 22 de mayo de 1970), más conocido como Willy Toledo, es un actor, productor de teatro y activista político español.

## Biografía
Es hijo de José Toledo González, uno de los pioneros de la cirugía torácica en España, y de Teresa Monsalve Aulestiarte. Tiene tres hermanos mayores, Marta, José e Íñigo. 
Se desplazó a Estados Unidos en 1987 para finalizar los estudios. Allí escogió de entre todas las optativas el teatro, se interesó por él y al volver a Madrid pasó por una infinidad de distintos trabajos (incluso de portero de bar) hasta que se inscribió en la escuela de Cristina Rota; allí coincidió a otros dos futuros actores, Ernesto Alterio y Alberto San Juan, con los que poco después fundó la compañía de teatro Animalario. Algunas de sus obras teatrales más conocidas son Alejandro y Ana y Hamelin. 
Alcanzó gran popularidad en España interpretando a Richard en la serie televisiva 7 vidas entre 1999 y 2002, y la incrementó en ese último año con su papel en la comedia musical El otro lado de la cama. 
El 1 de febrero de 2003 presentó junto con Alberto San Juan la ceremonia de la XVII edición de los Premios Goya, creada por el grupo Animalario.
También ha intervenido en el programa televisivo de monólogos humorísticos en vivo El club de la comedia. Fue protagonista, entre 2007 y 2009, de la serie Cuestión de sexo, en la que interpretó a Diego, un padre de familia al que no hacen más que sucederle desgracias.
Fue el rostro de la campaña publicitaria navideña de 2007 del videojuego World of Warcraft en España, junto a Mr. T, Verne Troyer y William Shatner en Estados Unidos y Jean Claude Van Damme en Francia. En teatro ha intervenido, entre otros montajes, en El montaplatos (2012), de Harold Pinter, junto a Alberto San Juan. Además, ha colaborado junto a Melani Olivares, antigua pareja sentimental, en el videoclip Jipi de Ibiza, del grupo musical El Tío Calambres.
En 2016 protagonizó la serie argentina Psiconautas, emitida por la cadena TBS para toda Latinoamérica, en el papel de Roberto, un español con problemas económicos que emigra a Argentina y decide hacerse pasar por un psicólogo. En 2018 se estrenó la segunda temporada por Netflix.
En 2020 se anunció que dejaba Madrid por sentirse acosado y que establecía su residencia en Cataluña, en la ciudad de Badalona.

## Activismo político
La defensa de sus ideas políticas le ha hecho estar envuelto en diversas polémicas en los medios de comunicación españoles, siendo eliminado en alguna ocasión su perfil de Facebook.
Es un firme defensor de la revolución cubana, así como de otros movimientos de izquierdas en América, y los ha defendido públicamente, generando polémicas acerca del sistema político español y comparándolo con estos.
En 2016 denunció que es víctima de un veto laboral que le impide trabajar en España debido a sus ideas políticas.
En 2018 fue denunciado por la Asociación Española de Abogados Cristianos por un supuesto delito de ofensa a los sentimientos religiosos por usar una expresión malsonante en la que se contenían figuras católicas, una de ellas atacando el dogma mariano de la virginidad.  El actor se negó a presentarse ante el tribunal dos veces, apelando a la libertad de expresión, por lo que este ordenó su búsqueda y captura, siendo detenido el 12 de septiembre para que realizara su declaración. Finalmente el 29 de febrero de 2020 fue absuelto. En el recurso presentado por la fundación, el actor fue nuevamente absuelto.

## Filmografía

### Cine
| Año  | Película                                  | Director                            |
| ---- | ----------------------------------------- | ----------------------------------- |
| 1995 | La ley de la frontera                     | Adolfo Aristarain                   |
| 1995 | Morirás en Chafarinas                     | Pedro Olea                          |
| 1998 | Mensaka, páginas de una historia          | Salvador García Ruíz                |
| 1998 | La vuelta del Coyote                      | Mario Camus                         |
| 1998 | Insomnio                                  | Chus Gutiérrez                      |
| 1999 | Zapping                                   | Juan Manuel Chumilla Carbajosa      |
| 1999 | Manolito Gafotas                          | Miguel Albaladejo                   |
| 1999 | La lengua de las mariposas                | José Luis Cuerda                    |
| 1999 | La mujer más fea del mundo                | Miguel Bardem                       |
| 1999 | Se buscan fulmontis                       | Álex Calvo-Sotelo                   |
| 2000 | La espalda de Dios                        | Pablo Llorca                        |
| 2000 | El otro barrio                            | Salvador García                     |
| 2001 | Intacto                                   | Juan Carlos Fresnadillo             |
| 2001 | Juana la Loca                             | Vicente Aranda                      |
| 2001 | Amor, curiosidad, prozak y dudas          | Miguel Santesmases                  |
| 2001 | El viejo que leía historias de amor       | Rolf de Heer                        |
| 2002 | El otro lado de la cama                   | Emilio Martínez Lázaro              |
| 2002 | Peor imposible, ¿qué puede fallar?        | José Semprún, David Blanco          |
| 2003 | El misterio Galíndez                      | Gerardo Herrero                     |
| 2003 | Al sur de Granada                         | Fernando Colomo                     |
| 2003 | Días de fútbol                            | David Serrano                       |
| 2004 | Crimen ferpecto                           | Álex de la Iglesia                  |
| 2004 | Seres queridos                            | Teresa de Pelegrí                   |
| 2004 | El asombroso mundo de Borjamari y Pocholo | Enrique López Lavigne               |
| 2004 | Las voces de la noche                     | Salvador García                     |
| 2006 | Los 2 lados de la cama                    | Emilio Martínez Lázaro              |
| 2007 | Santos                                    | Nicolás López                       |
| 2007 | Salir pitando                             | Álvaro Fernández Armero             |
| 2007 | ¿Quién dice que es fácil?                 | Juan Taratuto                       |
| 2008 | La buena nueva                            | Helena Taberna                      |
| 2009 | After                                     | Alberto Rodríguez                   |
| 2010 | Desechos                                  | David Marqués                       |
| 2013 | Los amantes pasajeros                     | Pedro Almodóvar                     |
| 2014 | Historias de Lavapiés                     | Ramón Luque                         |
| 2016 | La reina de España                        | Fernando Trueba                     |
| 2017 | Soy tu karma                              | Who                                 |
| 2018 | El rey                                    | Alberto San Juan y Valentín Álvarez |
| 2018 | 27: El club de los malditos               | Nicanor Loreti                      |

### Televisión
| Año       | Serie                              |
| --------- | ---------------------------------- |
| 1999-2006 | 7 vidas                            |
| 2007      | Cuestión de sexo                   |
| 2010      | Impares Premium                    |
| 2016-2018 | Psiconautas                        |
| 2020      | Los favoritos de Midas             |
| 2023      | El grito de las mariposas          |
| 2023      | Todas las veces que nos enamoramos |
| 2024      | La última noche en Tremor          |

## Premios
Premios Goya
| Año  | Categoría                                   | Película                | Resultado |
| ---- | ------------------------------------------- | ----------------------- | --------- |
| 2002 | Mejor actor revelación                      | El otro lado de la cama | Candidato |
| 2004 | Mejor interpretación masculina protagonista | Crimen ferpecto         | Candidato |

Premios de la Unión de Actores
| Año  | Categoría                                     | Película                | Resultado |
| ---- | --------------------------------------------- | ----------------------- | --------- |
| 1999 | Mejor interpretación de reparto de televisión | 7 vidas                 | Ganador   |
| 2000 | Mejor interpretación de reparto de cine       | El otro barrio          | Candidato |
| 2001 | Mejor interpretación secundario de televisión | 7 vidas                 | Candidato |
| 2002 | Mejor actor revelación                        | El otro lado de la cama | Candidato |

Fotogramas de Plata
| Año  | Categoría                 | Película        | Resultado |
| ---- | ------------------------- | --------------- | --------- |
| 2002 | Mejor actor de televisión | 7 vidas         | Candidato |
| 2004 | Mejor actor de cine       | Crimen ferpecto | Candidato |

Premios ACE
| Año  | Categoría   | Película                | Resultado |
| ---- | ----------- | ----------------------- | --------- |
| 2003 | Mejor actor | El otro lado de la cama | Candidato |

Festival de Cine de España de Toulouse
| Año  | Categoría                      | Película | Resultado |
| ---- | ------------------------------ | -------- | --------- |
| 2010 | Mejor interpretación masculina | After    | Ganador   |

Premios Feroz
| Año  | Categoría                           | Obra                   | Resultado |
| ---- | ----------------------------------- | ---------------------- | --------- |
| 2021 | Mejor actor de reparto de una serie | Los favoritos de Midas | Candidato |